# Oman szlachtawa
Oman szlachtawa (Pentanema squarrosum (L.) D.Gut.Larr., Santos-Vicente, Anderb., E.Rico & M.M.Mart.Ort.) – gatunek rośliny dwu- lub wieloletniej z rodziny astrowatych. Tradycyjnie włączany do rodzaju oman Inula (jako I. conyza), jednak w 2018 zawężono ujęcie tego rodzaju i gatunek trafił do rodzaju Pentanema. Występuje w środkowej i południowej Europie, w zachodniej Azji (w Azji Mniejszej, na Kaukazie i w Iranie) oraz w północnej Afryce (w Algierii). Introdukowany rośnie w Kolumbii i Nowej Zelandii. W Polsce występuje na południu od dolnośląskiego po podkarpackie.

## Morfologia

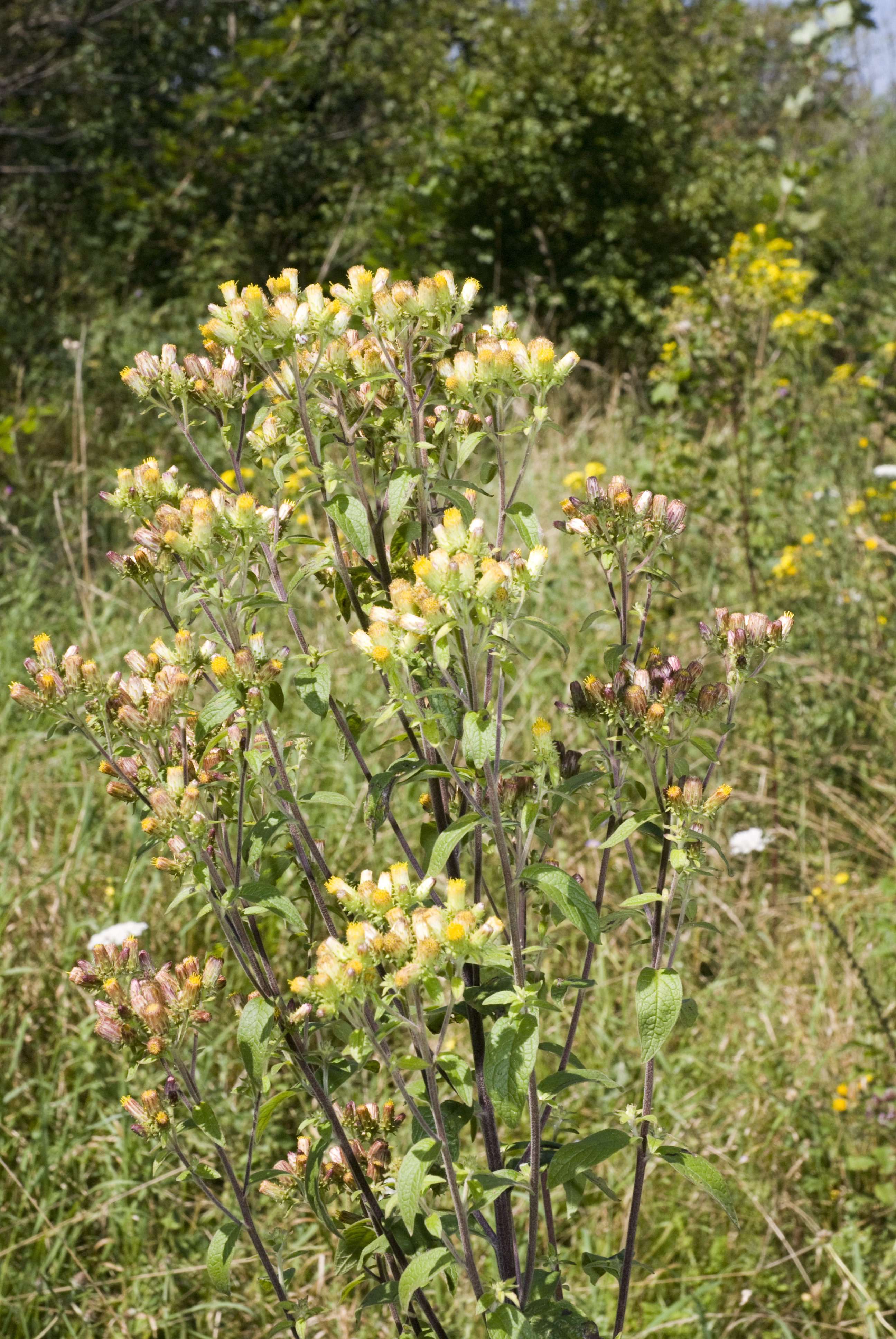
Pokrój

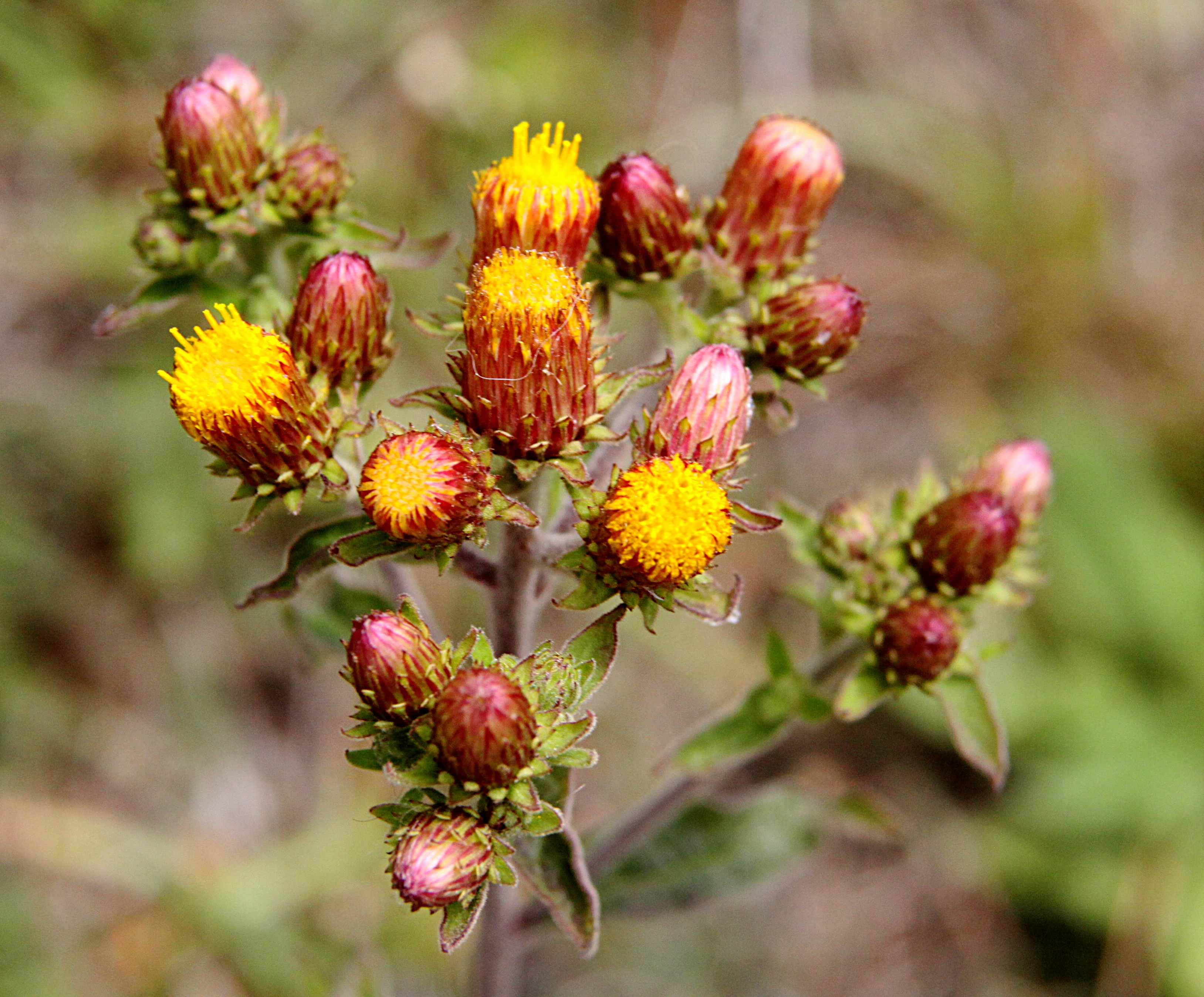
Kwiatostan

PokrójRoślina zielna o łodydze wzniesionej, osiągającej 20–100, rzadziej nawet do 130 cm wysokości. Łodyga jest pojedyncza, rozgałęzia się tylko w obrębie kwiatostanu. Jest krótko owłosiona i fioletowo nabiegła.
LiścieDolne liście mają nasadę stopniowo zwężającą się w ogonek, średnie i górne są siedzące. Blaszka dolnych liści jest podłużnie jajowata i zaokrąglona na szczycie. Średnie i górne liście są ostro zakończone.
KwiatyZebrane w liczne koszyczki o średnicy ok. 1 cm tworzące kwiatostany złożone w postaci podbaldachu. Okrywę koszyczków tworzą lancetowate, zielone listki, przy czym te wewnętrzne są dłuższe od zewnętrznych i purpurowo nabiegłe. Kwiaty są żółtawe, wszystkie rurkowate lub brzeżne z bardzo krótkim języczkiem.
OwoceSilnie bruzdowane, ciemnobrunatne niełupki o długości ok. 2 mm, zwieńczone czerwono-białym puchem kielichowym.

## Biologia i ekologia
Roślina dwuletnia i bylina kwitnąca od lipca do września. Zasiedla miejsca nasłonecznione, suche, na glebach zasobnych w węglan wapnia. Rośnie w murawach, zaroślach i widnych lasach.